# Абрамов В'ячеслав Володимирович
В'ячеслав Володимирович Абрамов (15 квітня 1948, Дніпропетровськ), — співробітник української розвідки. Генерал-майор. Начальник Головного управління розвідки Служби безпеки України (1995—1998).

## Життєпис
Народився 15 квітня 1948 року в Дніпропетровську. У 1967 році закінчив Дніпропетровський механічний технікум. У цьому ж році призваний на строкову службу. У 1975 році закінчує Дніпропетровський державний університет, радіофізичний факультет.
У 1976 році працює молодшим науковим співробітником на кафедрі радіоелектроніки фізичного факультету Дніпропетровського університету. Після навчання на Вищих курсах підготовки й удосконалення керівного і оперативного складу Комітету державної безпеки СРСР у м. Києві (1976) йому присвоєно військове звання лейтенанта та призначено оперативним оперуповноваженим 2-го відділення відділу Управління КДБ при Раді Міністрів Української РСР по Дніпропетровській області у м. Кривий Ріг. Потім він займався оперативною роботою у різних підрозділах Управління КДБ УРСР по Дніпропетровській області та КДБ УРСР.
З 1986 року подальша військова служба пов'язана із зовнішньою розвідкою. Її він розпочинає старшим оперуповноваженим 3-го відділу Першого управління КДБ Української РСР. У жовтні 1987 року отримує призначення на керівну посаду — начальника 1-го напрямку цього ж відділу. У серпні 1988 року він стає начальником 1-го відділу Управління КДБ по Дніпропетровській області та очолює цей розвідувальний підрозділ до лютого 1993 року (на той час вже Управління Служби національної безпеки України по Дніпропетровській області). У 1989 році він стає підполковником, а у 1992 році — полковником.
З 1992 року начальник Управління розвідувальних операцій Головного управління розвідки Служби безпеки України. З жовтня 1993 року по липень 1995 року — заступник начальника ГУР СБ України — начальник Управління політичної розвідки. У березні 1995 року йому присвоєно військове звання генерал-майора.
З липня 1995 по грудень 1998 року — начальник Головного управління розвідки Служби безпеки України.
Помер 29 серпня 2021 року. https://szru.gov.ua/news-media/news/sluzhyty-bahatom-pamyati-kerivnyka-zovnishnoi-rozvidky-vyacheslava-abramova

## Нагороди та відзнаки
- Відзнака «Іменна вогнепальна зброя» (14 квітня 1998) — за вагомий особистий внесок в забезпечення державної безпеки України, зразкове виконання військового обов'язку[3]
- Медаль «За бездоганну службу» 3-го ступеня (1984 рік)
- «За бойові заслуги» (1989),
- Нагрудний знак «Почесна відзнака Служби безпеки України» (1996),
- «Почесний співробітник зовнішньої розвідки України» (1988),
- «Почесна відзнака СЗР України» (2002),
- «Ветеран розвідки» (2006),
- «Почесний співробітник СЗР України» (2008),
- «Вірність і честь» І ступеня (2009).